# St. Peter (Bisten)

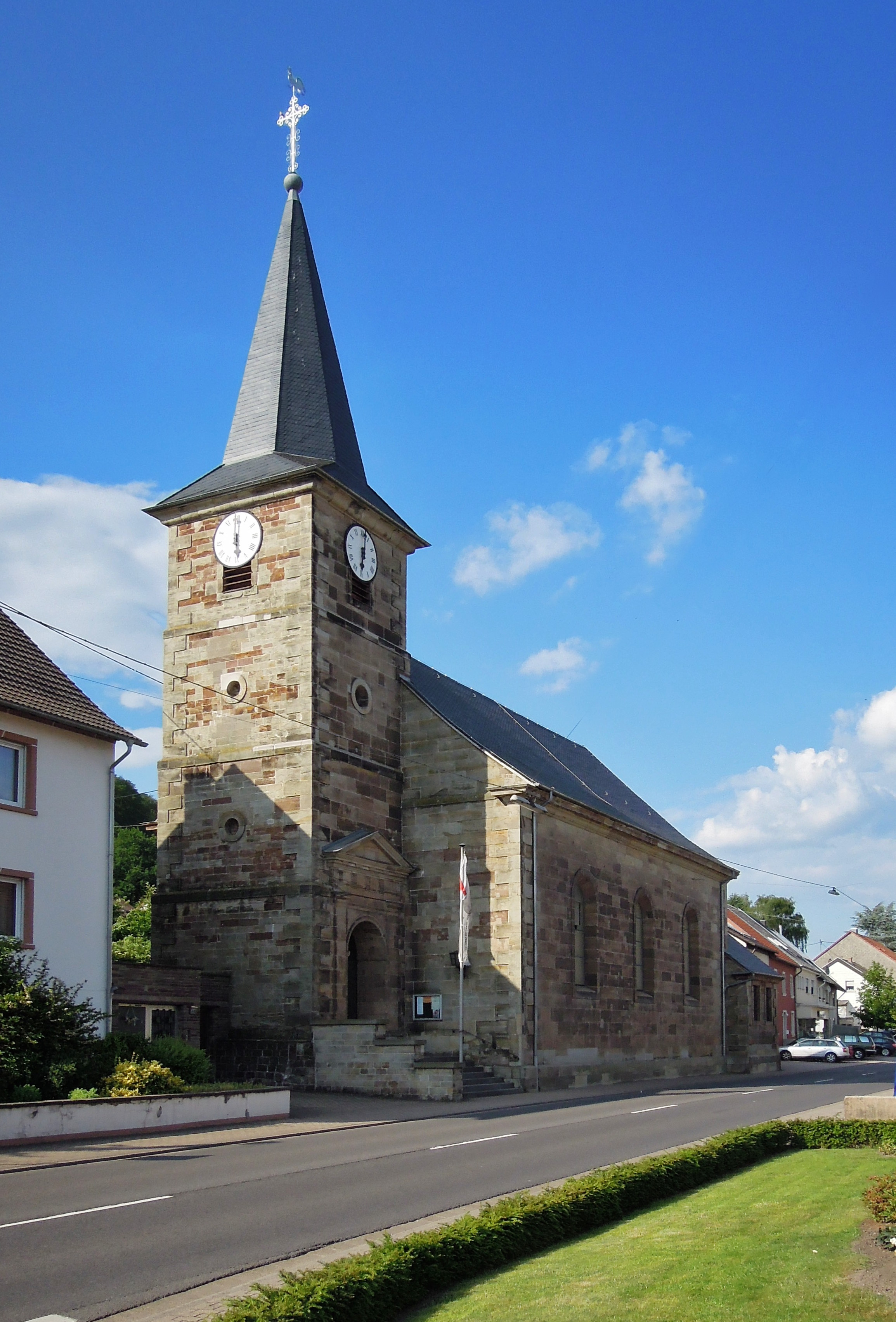
Die katholische Kirche St. Peter in Bisten

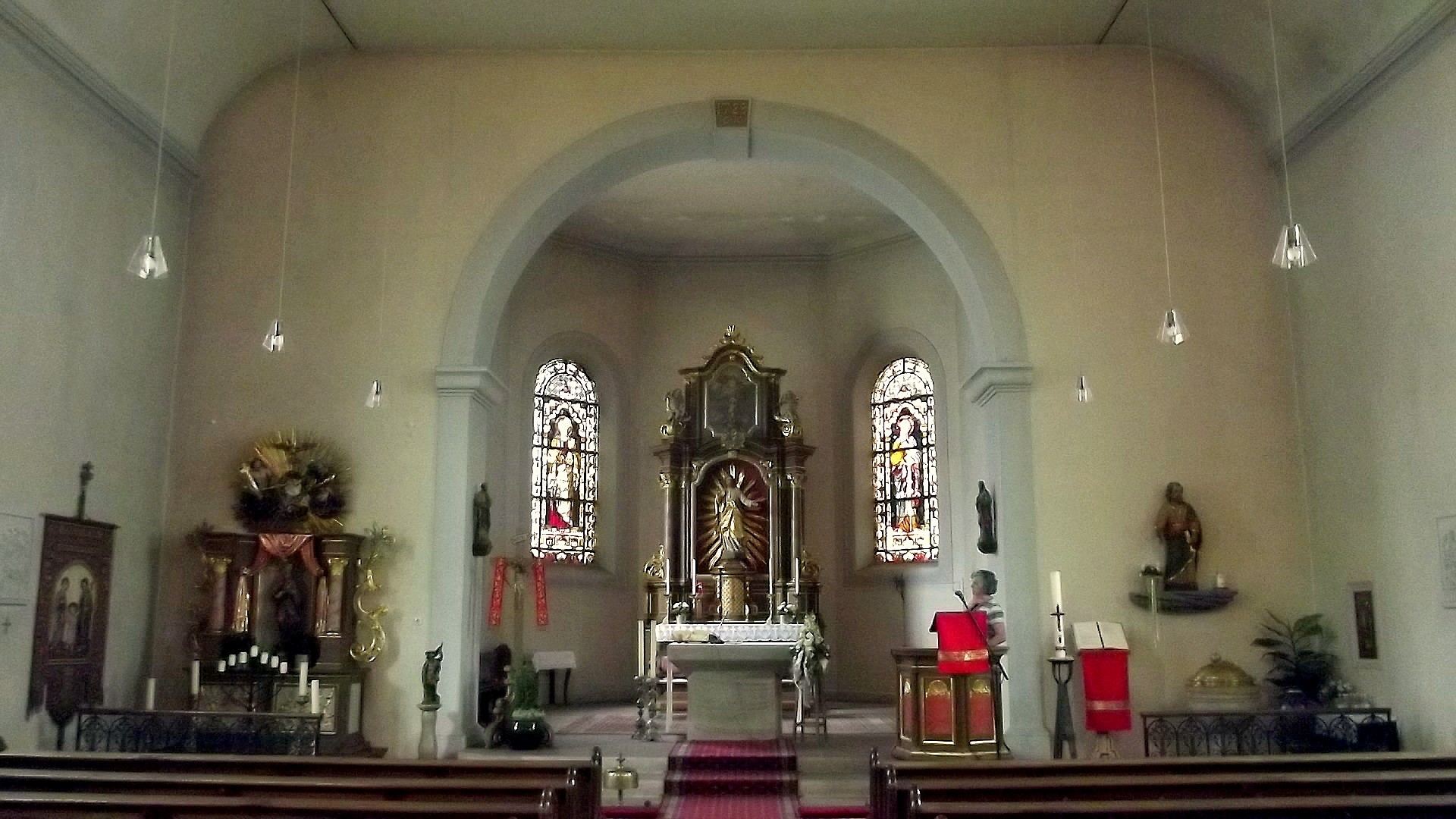
Blick ins Innere der Kirche

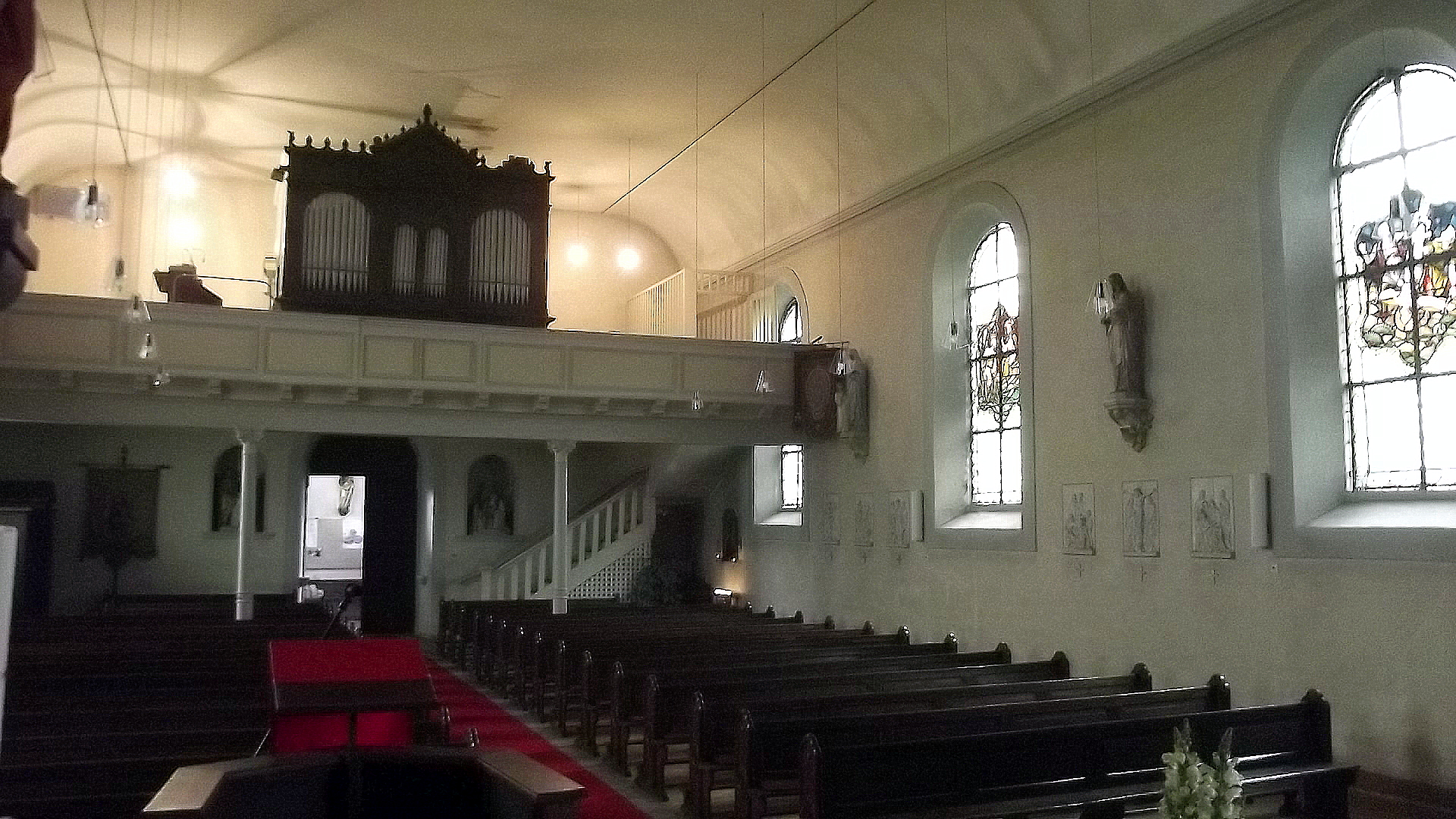
Blick zur Orgelempore

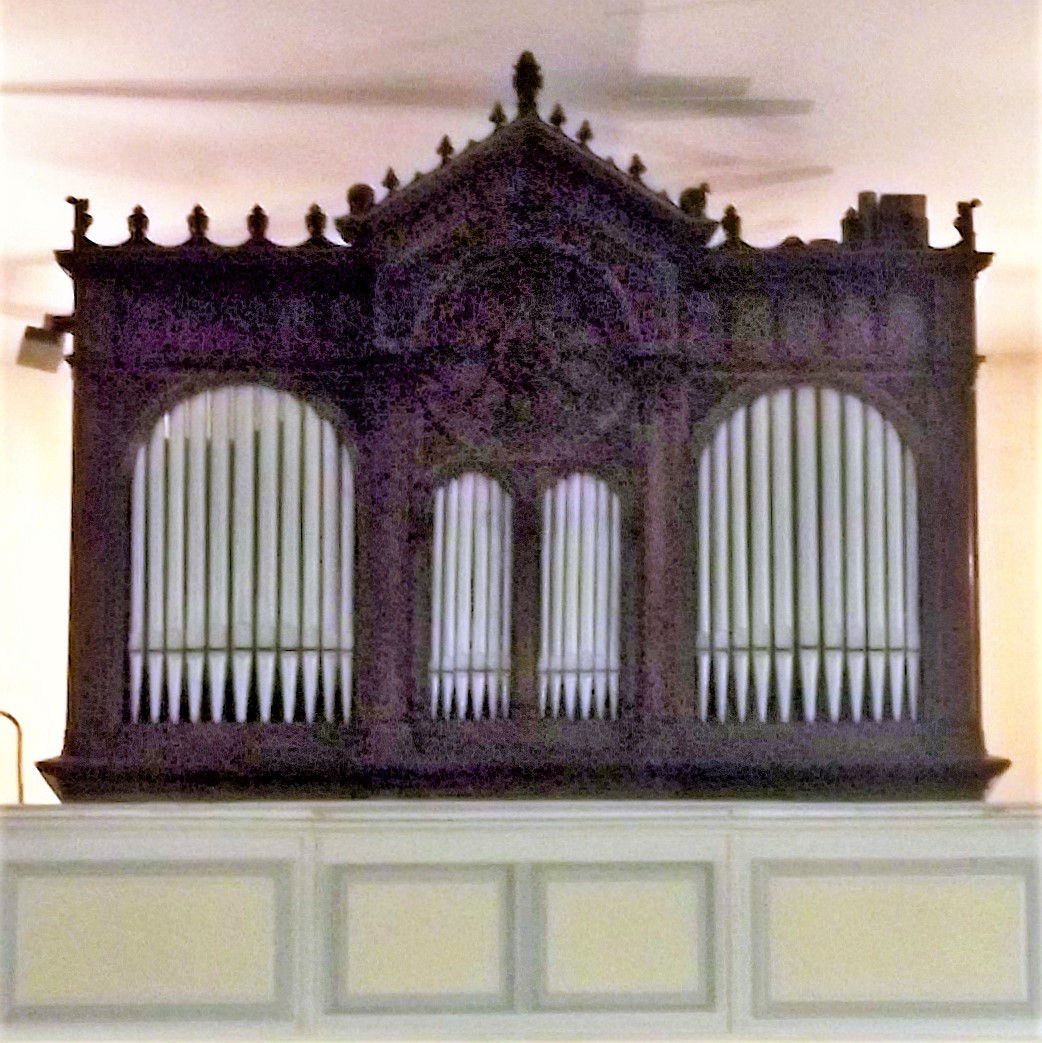
Prospekt der Hock-Orgel

Die Kirche St. Peter ist eine römisch-katholische Kirche in Bisten, einem Ortsteil der saarländischen Gemeinde Überherrn, Landkreis Saarlouis. Kirchenpatron ist der heilige Petrus. In der Denkmalliste des Saarlandes ist die Kirche als Einzeldenkmal aufgeführt.

## Geschichte
Die Ursprünge der Kirche lassen sich bis ins 13. Jahrhundert zurückverfolgen. Laut einem Entwurf zu einer Kirchenchronik wird für das Jahr 1221 das Kloster Wadgassen als Inhaberin der Besitzrechte an einer Kapelle in Bisten genannt. Zu den Gottesdiensten in der Bistener Kapelle kamen auch die Katholiken aus dem benachbarten Überherrn. Um den daraus resultierenden beengten Platzverhältnissen Herr zu werden, forderte der zuständige Bischof von Metz im Jahr 1781 eine Vergrößerung des Gotteshauses. Neben der Vergrößerung der bestehenden Kapelle wurde durch den Bischof aber auch noch die Möglichkeit eines kompletten Kirchenneubaus angesprochen. Man entschied sich für einen Neubau, der bis zum Jahr 1788 abgeschlossen werden konnte. Als Architekten der Kirche werden Johann Girard und Johann Guerich genannt.
Nach der Französischen Revolution wurde Bisten, das bis dahin zum Bistum Metz gehörte, dem Bistum Trier zugeordnet. Im Jahr 1808 erfolgte die Erhebung Bistens zu einer selbstständigen Pfarrei.
Erste bauliche Veränderungen der Kirche betrafen zunächst das Innere. Dort wurde im Jahr 1842 eine Empore eingebaut, und wenige Jahre später, etwa Mitte des 19. Jahrhunderts, erhielt die Kirche einen von Andreas Guldner geschaffenen Hochaltar. Im Rahmen dieser Umbaumaßnahmen zeichnete Guldner auch für eine Innenrenovierung verantwortlich.
Im Jahr 1894 wurden drei neue Glocken ihrer Bestimmung übergeben. Eine neue Orgel, die bis heute in Gebrauch ist, wurde im Jahr 1905 in Dienst gestellt. Im Zuge des Einbaus der neuen Orgel, wurden außerdem ein neugotischer Hochaltar, zwei Seitenaltäre, neue Beichtstühle und Kirchenbänke angeschafft.
Die Beseitigung von letzten Schäden, die der Zweite Weltkrieg an dem Kirchengebäude hinterließ, konnte in den 1950er Jahren vorgenommen werden. In den Jahren 1969 bis 1973 wurde die Kirche sowohl am Außenbau, als auch im Inneren Renovierungsmaßnahmen unterzogen. Im Inneren wurden dabei die Vorgaben der Liturgiereform des Zweiten Vatikanischen Konzils umgesetzt. Dies hatte zur Folge, dass die 1905 eingebauten Altäre im neugotischen Stil wieder entfernt wurden.
Im Jahr 1988 und im Jahr 2005 erfolgten Restaurierungsarbeiten.

## Architektur und Ausstattung
Das Kirchengebäude wurde im Stil des Klassizismus erbaut. Es gliedert sich von West nach Ost in den Kirchturm mit Spitzhelm, das dreiachsige Langhaus und den fünfseitigen polygonalen Chor. In der Südfassade des Kirchturms befindet sich das mit einem flachen Dreiecksgiebel bekrönte rundbogige Hauptportal. Im Innenraum trennt ein von Pfeilern getragener Triumphbogen den Chorraum vom Langhaus. Im Schlussstein des Bogens ist die Jahreszahl 1788, das Jahr der Kirchweihe, zu sehen. Die flache Decke des Langhauses ist durch eine Hohlkehle mit den Seitenwänden verbunden.
Im Chorraum befindet sich ein barocker Seitenaltar aus der Wallfahrtskirche Klausen, der als Hochaltar fungiert und den im Rahmen der Innenrenovierung Ende der 1960er Jahre und Anfang der 1970er Jahre entfernten neugotischen Hochaltar von 1905 ersetzt. Als Ersatz für die bei der zuvor erwähnten Innenrenovierung ebenfalls entfernten Seitenaltäre wurden eine Marien-Konsole und eine alte restaurierte Petrus-Statue angebracht.
Zur Ausstattung gehören ferner der Taufstein von 1726 und der aus Vogesensandstein gefertigte Volksaltar.
Diverse Heiligenfiguren sind auf Konsolen an den Seitenwänden des Kirchenschiffes aufgestellt, zwei Plastiken in rundbogigen Nischen unter der Empore flankieren den Eingang zum Kirchenraum.

## Orgel
Die Orgel der Kirche wurde im Jahr 1905 durch Mamert Hock (Saarlouis) errichtet. Das Kegelladen-Instrument ist auf der Empore aufgestellt und verfügt über 14 Register, verteilt auf 2 Manuale und Pedal. Die Spiel- und Registertraktur ist pneumatisch. Die Disposition lautet wie folgt:.
| I Hauptwerk C–f3 |                |       |
| 1.               | Bourdon        | 16′   |
| 2.               | Principal      | 8′    |
| 3.               | Rohrflöte      | 8′    |
| 4.               | Gamba          | 8′    |
| 5.               | Salicional     | 8′    |
| 6.               | Octave         | 4′    |
| 7.               | Spitzflöte     | 4′    |
| 8.               | Mixtur-Cornett | 2 ⁄3′ |

| II Manual C–f3 |                  |    |
| 9.             | Geigenprincipal  | 8′ |
| 10.            | Aeoline          | 8′ |
| 11.            | Lieblich Gedeckt | 8′ |
| 12.            | Traversflöte     | 4′ |

| Pedal C–d1 |           |     |
| 13.        | Subbass   | 16′ |
| 14.        | Octavbass | 8′  |

- Koppeln:
  - Normalkoppeln: II/I, I/P, II/P
  - Suboktavkoppeln: II/I
  - Superoktavkoppeln: I/I
- Spielhilfen: 1 freie Kombination, Piano, Mezzoforte, Forte, Tutti